# Dominique Deniaud
Dominique Deniaud (née le 22 août 1977 à Nantes), est une patineuse artistique française, pratiquant la  danse sur glace avec Martial Jaffredo.
Elle est notamment 20e des Jeux olympiques de 1998.

## Biographie

### Carrière sportive
A l’âge de 14 ans, elle quitte sa ville natale pour s’entraîner au centre national de patinage de Colombes en Île de France, pour se perfectionner en danse sur glace.
Elle participe à ses premiers championnats du monde juniors en 1994 à Colorado Springs avec son partenaire Martial Jaffredo.
À la suite d’une blessure, elle subit une année sans compétition, puis revient en 1997 à travers différentes compétitions sur la scène internationale. En 1998, elle participe aux Jeux olympiques et aux championnats du monde. Ce n’est qu’en 1999, qu’elle participe aux championnats européens.
Son partenaire se blesse au cours de la saison 2000/2001 et ils décident ensemble d’arrêter leur carrière.

### Reconversion
Depuis 2016, elle crée l’association « Second Souffle » qui a pour but d’accompagner les athlètes valides et en situation de handicap pendant et après leur carrière.

## Palmarès

### Avec son partenaireMartial Jaffredo
| Compétition                   | 1994    | 1995    | 1996    | 1997    | 1998    | 1999    |  |  |  |  |  |  |  |  |  |  |
| Jeux olympiques d'hiver       |         |         |         |         | 20e     |         |  |  |  |  |  |  |  |  |  |  |
| Championnats du monde         |         |         |         |         | 24e     |         |  |  |  |  |  |  |  |  |  |  |
| Championnats d'Europe         |         |         |         |         |         | 13e     |  |  |  |  |  |  |  |  |  |  |
| Championnats de France        |         |         |         | 5e      | 3e      | 2e      |  |  |  |  |  |  |  |  |  |  |
| Championnats du monde juniors | 11e     |         |         |         |         |         |  |  |  |  |  |  |  |  |  |  |
|                               |         |         |         |         |         |         |  |  |  |  |  |  |  |  |  |  |
| Grand Prix ISU                | 1993/94 | 1994/95 | 1995/96 | 1996/97 | 1997/98 | 1998/99 |  |  |  |  |  |  |  |  |  |  |
| Skate America                 |         |         |         |         | 5e      |         |  |  |  |  |  |  |  |  |  |  |
| Skate Canada                  |         |         |         |         | 7e      |         |  |  |  |  |  |  |  |  |  |  |
| Coupe d'Allemagne             |         |         |         |         |         | 9e      |  |  |  |  |  |  |  |  |  |  |
| Trophée de France             |         |         |         | 9e      |         |         |  |  |  |  |  |  |  |  |  |  |
| Coupe de Russie               |         |         |         |         |         | 7e      |  |  |  |  |  |  |  |  |  |  |